# Lyn Collins
Gloria Lavern "Lyn" Collins (Dime Box (Texas), 12 juni 1948 – Pasadena (Californië), 13 maart 2005) was een Amerikaanse zangeres (funk, soul, r&b), vooral bekend door haar samenwerking met James Brown in de jaren 1970 en door de invloedrijke funksingle Think (About It) uit 1972.

## Biografie
Collins begon haar opnamecarrière op 14-jarige leeftijd. Ze speelde met Charles Pike & The Scholars. Collins nam What My Baby Needs Now Is a Little More Lovin' op met James Brown in 1972. Haar grootste solo-hit was het door James Brown geproduceerde gospel-achtige nummer Think (About It) van haar album uit 1972 van hetzelfde naam bij People Records. Het nummer bevat vijf breaks, die op grote schaal zijn gesampled in hiphop en drum-'n-bass, waarvan de bekendste Yeah! Woo! en It takes two to make a thing go right loops in It Takes Two was van Rob Base and DJ E-Z Rock, die bijna volledig is samengesteld uit samples van Think, inclusief enkele regels van Collins' zang. Ze nam ook het funknummer Rock Me Again and Again en Again and Again and Again and Again uit 1974 op.
Bovendien werd het gebruikt in de vroege sociaal-kritische eurodanceklassieker I Can't Stand It van Twenty 4 Seven en in het EDM/house-nummer Everything You Never Had (We Had It All) uit 2013 van Breach. Het album Check Me Out if You Don't Know Me by Now volgde in 1975.
Eind jaren 1980 en begin jaren 1990 probeerde Collins een comeback te maken als dance/clubdiva, door de huissingle Shout op te nemen voor het Belgische ARS-label. In 1993 kreeg Collins' profiel een boost door de dancehallzangeres Patra, die Collins uitnodigde om op te treden op haar hitremake van Think (About It). Mede door de daaruit voortvloeiende interesse werden haar twee officiële albums heruitgegeven in Engeland en Nederland.
In februari 2005 begon Collins aan haar eerste solo-toer. Drie weken lang trad ze op in het Verenigd Koninkrijk, Frankrijk, Duitsland, Oostenrijk en Zwitserland.

## Culturele referenties
In oktober 2004 stonden Rock Me Again and Again en Think (About It) op de soundtrack van Grand Theft Auto: San Andreas, die werd afgespeeld op het fictieve radiostation Master Sounds 98.3. Rock Me Again and Again werd gecoverd door de synthpopband The Human League op hun album Hysteria uit 1984. Het nummer Shackled and Drawn van Bruce Springsteen van zijn album Wrecking Ball uit 2012 en het nummer Southern Fried Intro van Ludacris van zijn album Chicken-n-Beer uit 2003 bevatten beide een fragment uit Collins' nummer Me and My Baby Got Our Own Thing Going.

## Overlijden
Kort na haar terugkeer van de Europese tournee overleed Collins in maart 2005 op 56-jarige leeftijd aan hartritmestoornissen in Pasadena, Californië.

## Nalatenschap
In 2006 bracht het in Parijs gevestigde Hi & Fly Records het live-album Mama Feelgood uit, met opnamen van haar Europese toer en enkele interviewclips. Deze publicatie is geproduceerd door de in Duitsland geboren DJ Pari, die heeft geproduceerd voor Marva Whitney en de laatste toer van Collins heeft gemanaged.
Nadenkend over haar tijd met James Brown, zei ze naar verluidt: Ik had liever meer gezongen en minder geschreeuwd.

## Discografie

### Albums
- 1972: Think (About It)
- 1975: Check Me Out if You Don't Know Me by Now
- 2005: Mama Feelgood: The Best of Lyn Collins

### Singles
- 1972:	Think (About It)
- 1972:	Me and My Baby Got a Good Thing Going
- 1973:	Take Me Just as I Am
- 1973: We Want to Parrty, Parrty, Parrty
- 1974:	Mama Feelgood
- 1974: Give It Up or Turnit a Loose
- 1974: How Long Can I Keep It Up
- 1974: Rock Me Again & Again & Again & Again & Again & Again (6 Times)
- 1975:	If You Don't Know Me by Now

- Bibliothèque nationale de France: cb13975267m (data)
- Gemeinsame Normdatei: 134658930
- International Standard Name Identifier: 0000 0000 5517 7744
- Library of Congress Control Number: n95013195
- MusicBrainz: dba14974-c3a7-43db-8de4-cfa996c1b05c
- Virtual International Authority File: 44492848
- WorldCat: E39PBJcgyc8xDfQTqXtdfGKfMP